# Tyrannosaurus dans la culture
Le tyrannosaure (nom en latin : Tyrannosaurus Rex) est un des dinosaures les plus connus et les plus représentés dans la culture populaire.

## Impact général

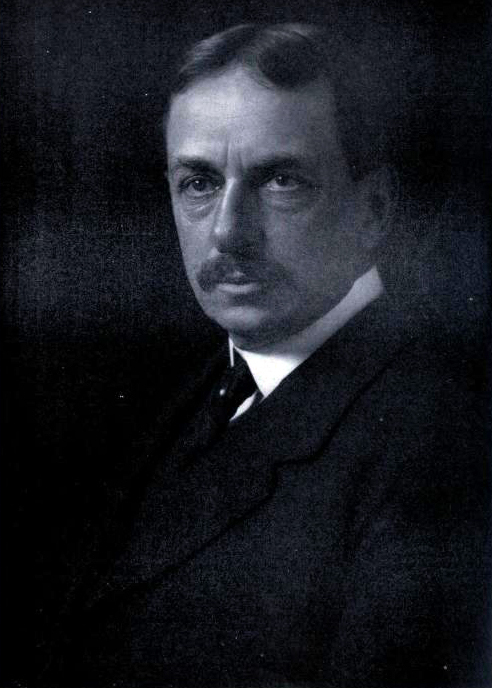
Henry F. Osborn en 1919.

En 1905, Henry Fairfield Osborn, paléontologue et directeur du Muséum américain d'histoire naturelle, attribue son nom au tyrannosaure en expliquant :

« Je suggère de faire de cet animal le premier d’un nouveau genre. Tyrannosaurus, en référence à sa taille, qui surpasse de loin tout animal terrestre carnivore décrit à ce jour... Cet animal est l’évolution ultime des grands dinosaures carnivores, c’est pourquoi il mérite ce nom aux sonorités royales et féroces que je lui attribue. »

— Henry Fairfield Osborn, The Complete T. rex ,

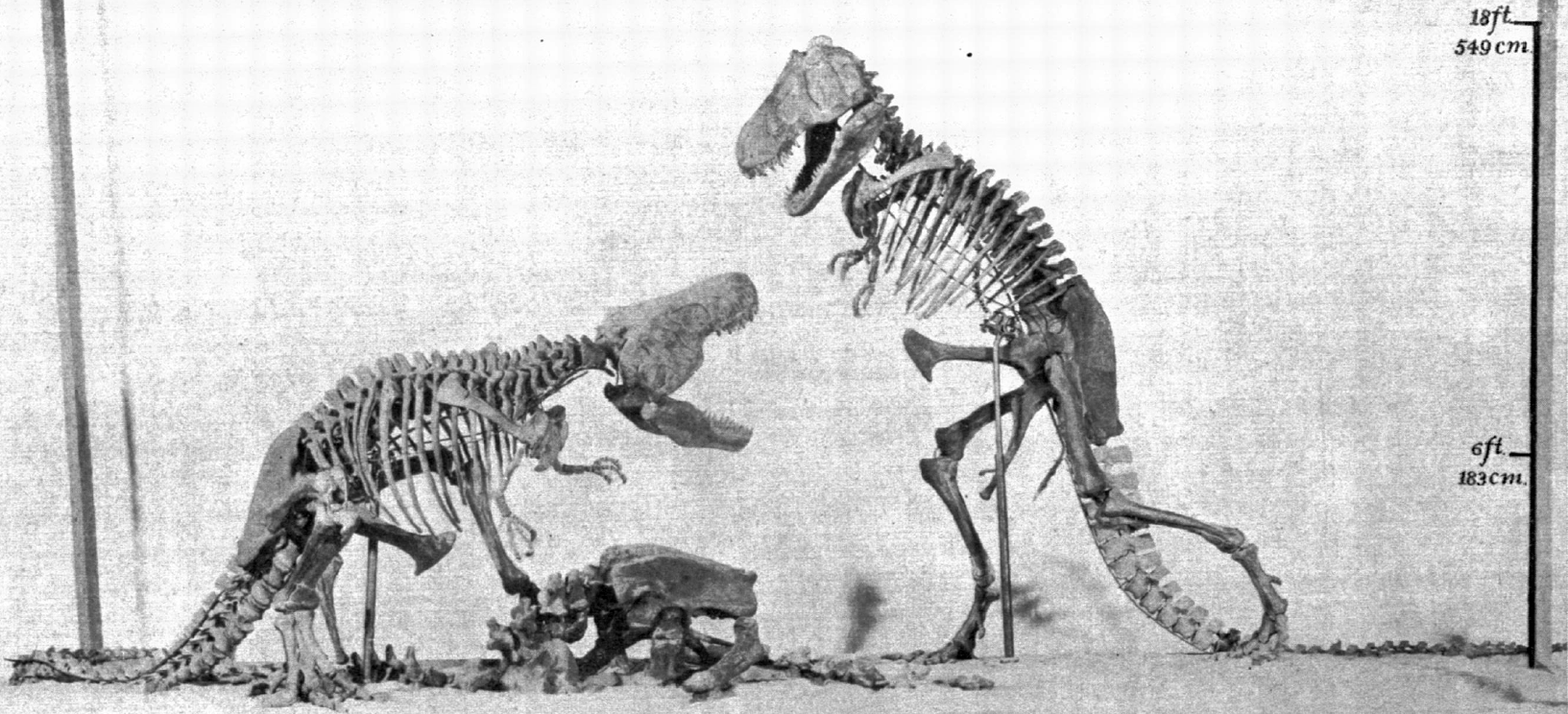
Projet (non exécuté) de muséographie sur le tyrannosaure au Muséum américain d’histoire naturelle, par H. F. Osborn.

En décembre de la même année, le New York Times qualifie le dinosaure de « plus formidable animal combattant jamais décrit », « roi de tous les rois du règne animal », « seigneur de guerre absolu sur Terre » et « mangeur d’homme suprême de la jungle »,. L’année suivante, il est cité comme « le dernier des grands reptiles et le roi parmi eux »,.
En 1927, Charles R. Knight peint l’affrontement d’un tyrannosaure et d’un tricératops pour le musée Field à Chicago, qui ancre dans l’imaginaire populaire l’opposition des deux dinosaures. Cette peinture sera par la suite à l’origine de la vocation de Philip John Currie.
Le paléontologue Robert Bakker écrit en 2000 que « [le tyrannosaure est] le dinosaure le plus populaire parmi les individus de tous âges, de toutes origines et de toutes nationalités »,.

## Cinéma

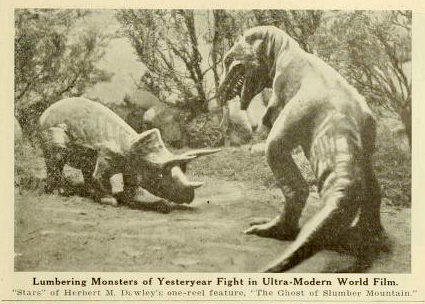
Carte postale tirée du film, présentant l’affrontement des dinosaures (1919).

Le tyrannosaure fait une de ses premières apparitions au cinéma en 1918, dans The Ghost of Slumber Mountain, réalisé et écrit par Willis O'Brien, pionnier des effets spéciaux. Ce film est probablement le premier à dépeindre un affrontement entre un tyrannosaure et un tricératops. Les dinosaures sont alors réalisés en argile, et animés en stop-motion.
En 1925, l’adaptation par Harry O. Hoyt du roman Le Monde perdu d’Arthur Conan Doyle comporte aussi des dinosaures animés par O'Brien, notamment un tyrannosaure, qui n’apparaît pourtant pas dans le récit original.